# دیمیتری پوپسکو
دیمیتری پوپسکو (انگلیسی: Dimitrie Popescu؛ زادهٔ ۱۰ سپتامبر ۱۹۶۱) قایقران روئینگ روئینگ اهل رومانی بود.
وی در مسابقات کشوری و بین‌المللی در مجموع برندهٔ ۲ مدال طلا، ۴ مدال نقره، ۲ مدال برنز شده‌است.